# Hemipsalodon
Hemipsalodon — викопний рід гієнодонтових ссавців родини Hyainailouridae, хоча спочатку він був віднесений до Oxyaenidae. Рід складається з двох видів, H. grandis і H. cookie.